# Eudokia (bysantinsk kejsarinna, 600-talet)
Eudokia, född cirka 670, död före 695, var en bysantinsk kejsarinna, gift med kejsar Justinianus II.
Nästan ingenting är känt om Eudokia förutom att hon fick en till namnet okänd dotter som år 705 var tillräckligt gammal för att trolovas (och troligen bli gift med) bulgar-khanen Tervel i utbyte mot hjälp att återinstallera Justinianus II på tronen. Eudokia själv måste ha avlidit före sin makes avsättning år 695, eftersom hon blev begraven i det kejserliga mausoleet i Konstantinopel. 